# Storia del Pisa Sporting Club
Questa pagina tratta la storia del Pisa Sporting Club, società calcistica italiana con sede nella città di Pisa, fondata nel 1909.

## Storia

### La nascita e lafinalissima
Il calcio a Pisa comparve per la prima volta nell'inverno del 1908, sul prato della piazza di San Paolo a Ripa d'Arno, dove alcuni ragazzi cominciarono a dar calci a una palla di stracci, tra due porte create con giacche e cappotti. Quegli stessi ragazzi fondarono poco dopo la Società Sportiva Etruria, avente per divise alcune camicie biancorosse in onore dei colori del gonfalone cittadino, e iniziarono a usare come campo di gioco il prato del Duomo e la Piazza d'Arme. La prima partita "ufficiale" avvenne proprio in quell'anno contro una compagine livornese, la Libertas: nel campo labronico di Piazza Orlando, i padroni di casa si imposero per 5-0.

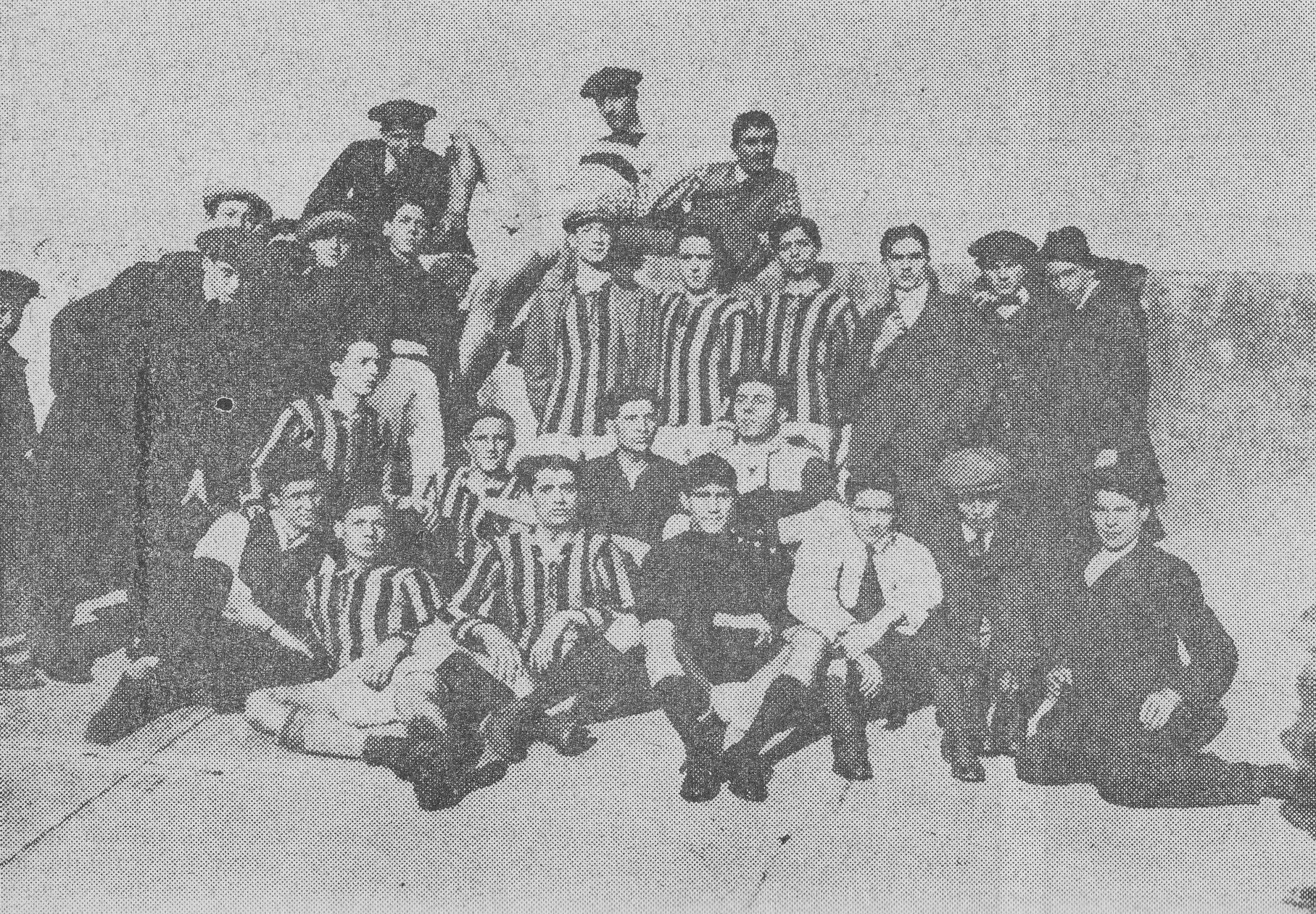
Giocatori della neonata società nerazzurra nel 1909.

Nell'aprile dell'anno successivo, il 1909, quel gruppo di giovani studenti universitari pisani fondarono un nuovo club, creando il Pisa Sporting Club. Il nome della nuova società venne proposto da Marino Scotti, uno dei fondatori, mentre i colori sociali, inizialmente biancorossi in omaggio ai colori del gonfalone cittadino, divennero definitivamente nerazzurri l'anno successivo, come omaggio all'Inter vincitrice del titolo nazionale 1909-10 e su suggerimento del segretario Ferruccio Giovannini.
I primi giocatori del Pisa furono, quindi, innanzitutto dei giovani studenti che dividevano il proprio tempo fra studio e attività sportiva. La squadra iniziò a partecipare a competizioni con rappresentative dei capoluoghi vicini, ottenendo il primo successo nel 1911 in un torneo quadrangolare, sconfiggendo la SPES e la Virtus di Livorno e il Lucca F.B.C.. In città esisteva a quel tempo un'altra società calcistica, il Pisa FootBall Club, costituita da alcuni studenti universitari, giocava nel prato del Velodromo Stampace ed è stata la prima squadra cittadina ad affiliarsi alla FIGC, prendendo parte ad alcuni tornei di Terza Categoria toscana dell'epoca. Per evitare confusione con l'altra neonata squadra, il Pisa FootBall Club mutò il proprio nome in Alfea FootBall Club. Nacque subito una forte rivalità tra le due compagini, finché non fu deciso di organizzare uno scontro per scegliere l'unica squadra che avrebbe avuto l'onore di rappresentare la città pisana. Il 28 gennaio 1912 vinse la squadra più giovane, l'Alfea venne sciolta e alcuni dei suoi giocatori andarono a completare l'organico del Pisa. Nel 1912 il massimo girone toscano venne riconosciuto come Prima Categoria e la FIGC ammise direttamente, al primo anno di attività ufficiale, i nerazzurri nella massima serie dell'epoca. Nel 1913 fu realizzato un più idoneo campo di allenamento e di gioco, venne realizzato dagli stessi giocatori nei pressi della Cittadella: il campo dell'Abetone, che sarà utilizzato negli anni a venire dalla compagine cittadina femminile.

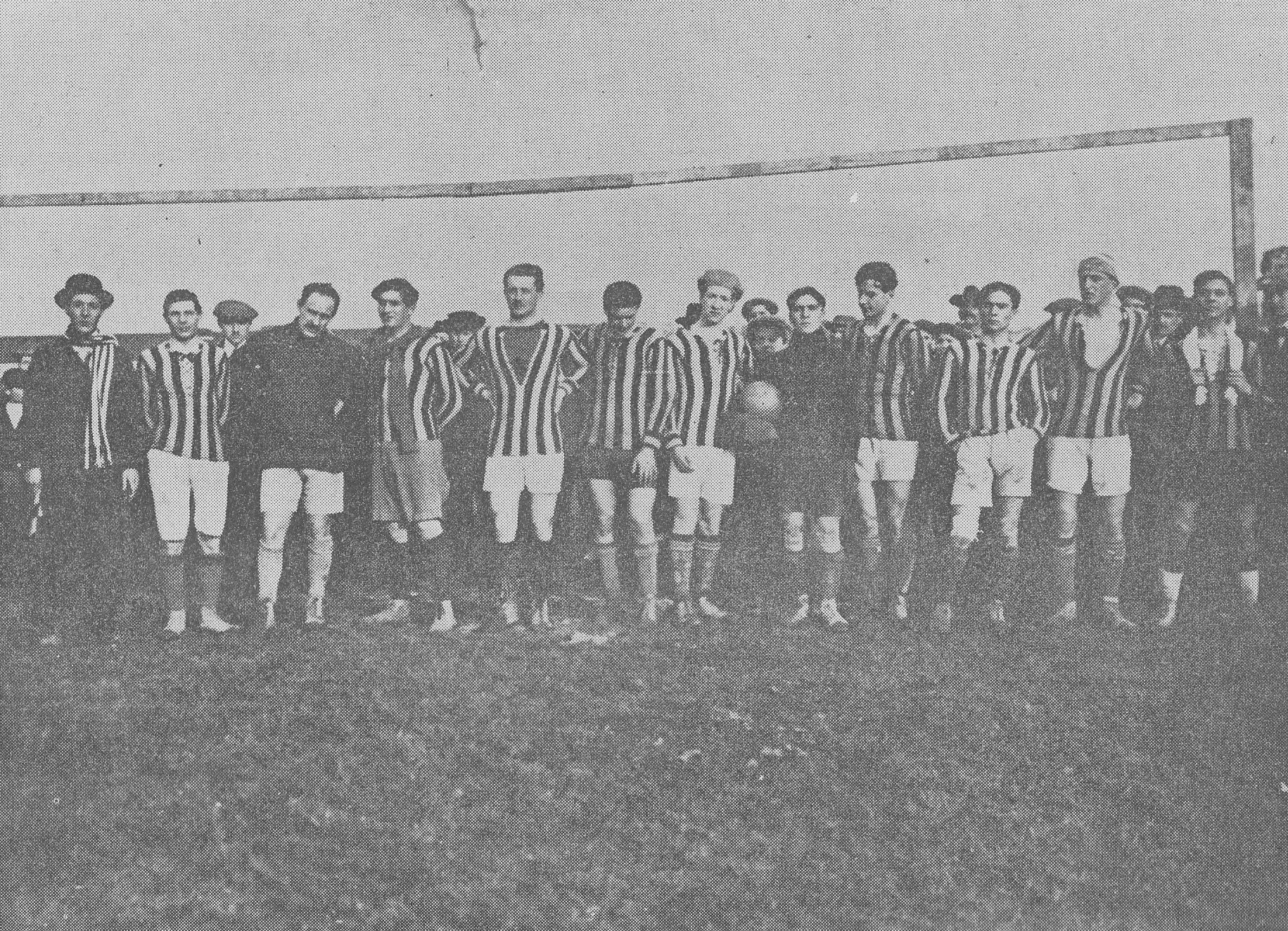
Una formazione dello Sporting del 1911.

Le stagioni 1912-1913 e 1913-1914 si concludono rispettivamente con un terzo e un sesto posto nel girone di Coppa Toscana. Nel novembre del 1914, sotto la guida del nuovo Presidente Giacomo Picchiotti, arrivano i primi successi, infatti il Pisa si impose sulle altre squadre toscane, vincendo la Coppa Toscana nella stagione 1914-1915 ma, nella seconda fase del torneo, il girone Centro-meridionale, il campionato fu interrotto con i nerazzurri al secondo posto a causa dell'inizio delle attività belliche della prima guerra mondiale. Nei quattro anni successivi il Pisa si cimentò nei tornei federali di guerra, vinse la Coppa federale toscana nel 1916 e arrivò terzo nel 1917. Nei primi mesi del 1919 la guerra era finita ma, la federazione doveva ancora riorganizzarsi (i campionati ripresero nel novembre del 1919), fu così deciso di indire il terzo torneo toscano di guerra, chiamato Coppa Olivo, che fu vinto nuovamente dal Pisa.

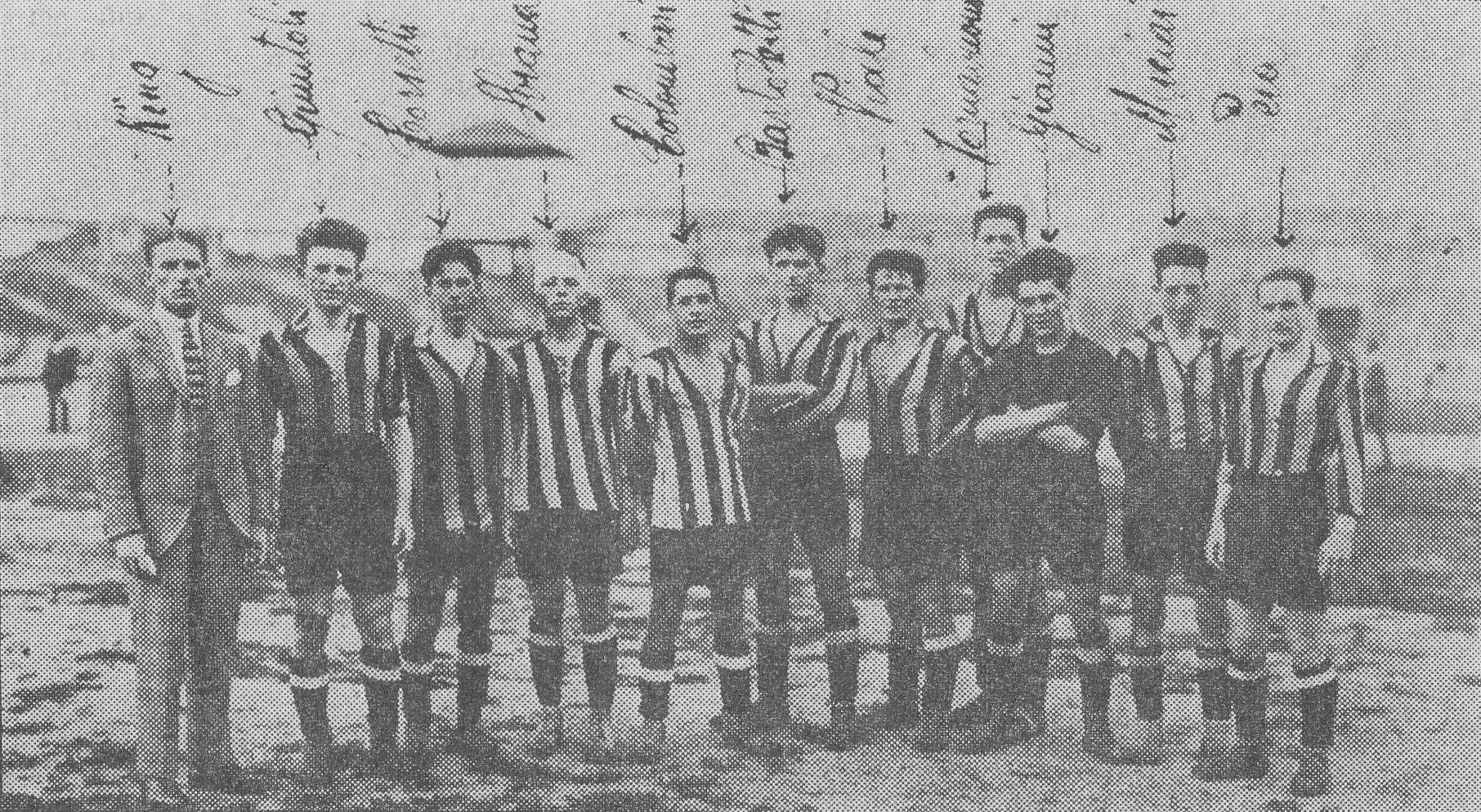
Il Pisa della stagione 1920-1921, che arrivò a giocarsi in finale la vittoria della Prima Categoria.

Nel Campionato Prima Categoria 1919-1920 i nerazzurri vinsero nuovamente la Coppa Toscana inoltre quell'anno, precisamente il 26 ottobre 1919, fu inaugurato il nuovo stadio, l'Arena Garibaldi. Nella stagione seguente il Pisa si presentò con una squadra forte, una società competente, un impianto sportivo moderno e capiente e, soprattutto, con l'ingaggio del grande allenatore József Ging, ex-capitano della nazionale ungherese. Nonostante la squadra favorita per la vittoria del titolo regionale fosse l'U.S. Livorno, che rimase in prima posizione per gran parte del campionato, nella partita decisiva disputata all'Arena Garibaldi, il Pisa superò il Livorno per 3-0 aggiudicandosi così la Coppa Toscana per la quinta volta. Entrambe le squadre passarono alla fase interregionale con il Naples e la Bagnolese e si dimostrarono nettamente più forti delle squadre campane, ritrovandosi in finale per il titolo centro-meridionale. Il 3 luglio 1921 a Bologna la formazione nerazzurra batté i "cugini" amaranto per 1-0. Il Pisa, neocampione Centro-Meridionale disputò la finalissima per il titolo italiano contro la Pro Vercelli, ma il 24 luglio 1921 a Torino non bastò una strepitosa prestazione del portiere nerazzurro Gianni a contrastare i piemontesi: la Pro Vercelli batté il Pisa per 2-1. Inoltre la partita non fu preparata al meglio dagli uomini di Ging, ancora storditi dai festeggiamenti avuti all'Arena il giorno precedente, che influirono sulla prestazione globale della squadra. Ad esempio Poggetti, un terzino, si sentì male durante il viaggio in treno. A fronte di un grave fallo di Rampini della Pro Vercelli su Gnerucci (costretto a uscire dal campo con una tibia fratturata) nonché della criticata scelta di Torino come "campo neutro", il Pisa sporse reclamo a fine gara, che tuttavia fu respinto. Questa la formazione pisana che sfiorò il titolo nazionale 1920-1921: Gianni, Bartoletti, Giuntoli, Gnerucci, Tornabuoni, Viale, Merciai, Colombari, Corsetti, Sbrana, Pera.

### Dagli anni 1920 agli anni 1940

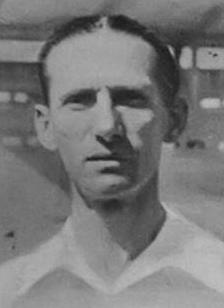
L'allenatore magiaro József Ging, che alla guida dei pisani sfiorò la conquista del titolo nazionale nel 1921.

A partire dalla stagione 1921-1922, a seguito della riforma dei campionati, vi fu l'istituzione della Prima Divisione a due gironi, e il Pisa fu inserito nel girone B. Per quattro anni la squadra guidata da Ging ottenne ottimi risultati, piazzandosi rispettivamente al terzo, quarto, sesto e quinto posto; questo grazie anche agli innesti di giocatori come Giovanni Moscardini o il portiere Filippo Dovichi. Sebbene il Pisa di quegli anni fosse una delle squadre più forti d'Italia, non ci fu mai il giusto spunto per vincere il girone. Ciò nonostante, il vivaio nerazzurro fu capace di "sfornare" molti giocatori promettenti, tra cui ricordiamo i futuri nazionali Enrico Colombari, Mario Gianni e Sergio Bertoni, nonché il capocannoniere Danilo Sbrana.
Nel campionato 1925-26, in seguito all'abbandono dell'allenatore Ging e alla cessione avventata di alcuni giocatori, la squadra non si dimostrò all'altezza e retrocesse per la prima volta in Prima Divisione (corrispondente nel ventunesimo secolo alla Serie B). Nei primi due anni di Prima Divisione il Pisa si piazzò al 13º posto, riuscendo a salvarsi nelle ultime giornate. Nella stagione 1928-29, in seguito a un'ulteriore riforma dei campionati, la conquista del 5º posto finale non bastò a evitare la retrocessione nella neonata Serie C, in cui la squadra militò per quattro stagioni disputando campionati di centro-classifica.
Nel frattempo l'Arena Garibaldi era stata trasformata in un moderno e razionale campo sportivo in grado di accogliere fino a 7 000 spettatori. Anche a Pisa, come altrove, era infatti la locale federazione fascista a finanziare e sostenere il fenomeno sportivo, quello calcistico in particolare, grazie soprattutto all'attivo impegno dell'allora presidente nerazzurro, il vicefederale Biscioni. Il nuovo stadio venne ribattezzato Campo del Littorio e fu inaugurato dal vescovo Ercoleni Attuori l'8 ottobre 1931 alla presenza del Re Vittorio Emanuele III (assiduo frequentatore della tenuta di San Rossore); fu realizzato su progetto di due ingegneri pisani, Federigo Severini e Giulio Buoncristiani, che intesero conferire alla nuova struttura una linea architettonica tipicamente toscana, sobria e misurata per evitare inopportuni contrasti con le meraviglie della vicina Piazza dei Miracoli. Oltre alla tribuna coperta e alla gradinata gemella, l'impianto comprendeva la pista di atletica e i campi per il tennis e la pallacanestro.

Una formazione del Pisa nel campionato di Serie B 1942-1943, l'ultimo prima della pausa forzata a causa della seconda guerra mondiale.

Nel campionato 1933-34 la dirigenza costituì una rosa solida e il nuovo allenatore, l'ungherese György Orth, ripagò la fiducia portando il Pisa al 2º posto e conquistando la possibilità di giocarsi la promozione in un quadrangolare di spareggio con Parma, Piacenza e Udinese. Nella finale disputata a Roma i nerazzurri batterono i friulani per 3 a 1 e tornarono in Serie B. Seguirono stagioni con esiti alterni fino alla sospensione, dal 1943 al 1946, dovuta alla seconda guerra mondiale.
Nella stagione 1947-48 la squadra concluse al 2º posto, a un punto dal Palermo, il girone C di Serie B ma, il torneo non fu omologato perché due giocatori della Nocerina affermarono di essere stati pagati dal Palermo per perdere la partita contro i rosanero. L'inchiesta fu comunque archiviata e il Palermo fu promosso in Serie A, proprio ai danni del Pisa. La stagione 1951-52 segnò il ritorno in Serie C dopo tre lustri e, nel giro di un biennio, i nerazzurri si ritrovarono nel campionato di IV Serie.
Nella stagione 1954-1955 la squadra si classificò al quinto posto. A metà della seguente stagione, di ritorno dalla trasferta di Fabriano, il pullman che trasportava il Pisa ebbe un incidente nel quale molti giocatori rimasero feriti, quindi impossibilitati a scendere in campo per diverso tempo. La società si vide allora costretta a disputare partite schierando giocatori del settore giovanile, e il campionato si concluse con un'altra retrocessione. I nerazzurri si ritrovarono a giocare in Promozione.
La società si rinnovò ampiamente, il presidente Enrico Ciaranfi e il segretario Antonio Bellani crearono uno staff competente, affidando al tecnico Umberto Mannocci una squadra "fatta in casa" ma molto solida che, inanellando una vittoria dopo l'altra, risvegliò l'entusiasmo della tifoseria. Il 2 giugno 1957, nell'ultima giornata di campionato, il Pisa secondo in classifica affrontò il Grosseto capolista.
Il match fu intenso e nervoso ma una rete di Ricoveri permise ai nerazzurri di imporsi per 1 a 0 e di conquistare quindi il meritato ritorno in IV Serie. Il Pisa vinse con largo margine anche il successivo campionato di IV Serie, riconquistando la Serie C.

### La scalata fino alla Serie A negli anni 1960

Tifosi del Pisa dopo la notizia del pareggio tra Perugia e Bari, che diede la matematica promozione in Serie A al termine della stagione 1967-1968.

Nella stagione 1963-64 fu eletto presidente Giuseppe Donati che rifondò completamente la struttura della squadra pisana, reduce da qualche buon anno in C, affidandola a Umberto Pinardi. Così, nella stagione successiva (1964-65) il Pisa vinse il campionato con Cervetto e Cosma capocannonieri del raggruppamento: dopo tredici anni la squadra tornò in Serie B.
Furono disputati due campionati di Serie B, dei quali il secondo (1966-67) fu il più travagliato con una salvezza all'ultima giornata in quel di Reggio Calabria, colta grazie a una doppietta di Mascetti che consentì al Pisa di ottenere un pareggio indispensabile.
Nella stagione successiva, Donati si propose insieme al confermato allenatore Lucchi di portare a termine un campionato senza grosse sofferenze come quello appena trascorso. Con la vendita di pezzi pregiati come Mascetti e De Min, vennero acquistati Joan, Annibale, Manservisi, Mascalaito, Piaceri. Contrariamente a tutte le previsioni, quello del Pisa fu un campionato di vertice che portò i nerazzurri alla penultima giornata a giocarsi la promozione nella trasferta di Venezia ma, arrivò una sconfitta che combinata con risultati non favorevoli degli altri campi, portò la squadra a dover assistere da spettatore all'ultima giornata senza la certezza della promozione. Il campionato, infatti, essendo composto da 21 squadre, prevedeva un turno di sosta per ogni compagine, e al Pisa tale turno era toccato proprio all'ultima giornata. Migliaia di persone si raccolsero in città per ascoltare il finale di un tiratissimo Perugia-Bari, il cui pareggio sancì l'automatica promozione dei nerazzurri in Serie A. La formazione che nel 1967-1968 conquistò la Serie A era composta da Annibale, Ripari, Gasparroni, Barontini, Federici, Gonfiantini, Manservisi, Guglielmoni, Mascalaito, Joan, Piaceri.

Una formazione del Pisa che affrontò il primo campionato di Serie A della propria storia, nel 1968-1969.

Ma la Serie A, tanto sudata e faticosamente acquisita, rimase nella città della torre soltanto un anno. La squadra, non particolarmente rinnovata, non ottenne i risultati sperati e dopo la stagione 1968-1969 caratterizzata da 6 vittorie, 8 pareggi e 16 sconfitte (26 gol fatti e 44 subiti), il Pisa tornò nella serie cadetta. Sul fronte delle statistiche da segnalare che il primo punto del Pisa in Serie A arrivò alla quarta giornata, 1-1 in casa contro il Varese, cui fece immediato seguito la prima vittoria, Pisa-Atalanta 1-0 alla quinta.

### Gli anni bui (1969-1978)
Il Pisa si presentò ai nastri di partenza del campionato di Serie B del 1969-70 con la dichiarata volontà di tornare subito in Serie A. La squadra, affidata a Lauro Toneatto, esordì vincendo a Taranto per 2-0. Ma in seguito i nerazzurri alternarono belle vittorie a clamorose sconfitte. Toneatto fu costretto a dimettersi e il successore Giuseppe Corradi portò la squadra al 7º posto in classifica. La delusione per la città fu cocente, la società si trovò nuovamente in difficoltà economiche e fu costretta a una serie di cessioni. Così, nel successivo campionato di Serie B la squadra apparve nettamente indebolita e tornò in Serie C. La società era debole e senza grosse disponibilità economiche e i primi due anni di Serie C (1971-72 e 1972-73) furono molto difficili. Una parziale riscossa ci fu nel campionato 1973-74, con la squadra che conquistò un buon 6º posto. Da segnalare, in quel campionato, l'esplosione di Marco Tardelli, poi venduto al Como per un centinaio di milioni. Altri giocatori ebbero la stessa sorte, così la squadra risultò nettamente indebolita e nelle stagioni seguenti lottò per non retrocedere. Così dopo anni anonimi e pieni di difficoltà il presidente Rota decise di mettere la società sul mercato.

### L'era Anconetani (1978-1994)

La rosa pisana che, nella stagione 1981-1982, ottenne la seconda promozione in Serie A del dopoguerra.

Nel 1978 si aprì una nuova era per il calcio pisano: la società fu acquistata da Romeo Anconetani, o più semplicemente Romeo (detto anche lo Sciamanno) per tutti i pisani, che divenne subito famoso come "ammazza-allenatori" ma anche come grande talent scout. Nel campionato 1978-79, nella neonata Serie C1, Romeo alternò alla guida del Pisa ben tre tecnici: Giampiero Vitali, Gianni Seghedoni e infine Pier Luigi Meciani che portò i nerazzurri, trascinati da Claudio Di Prete e Giorgio Barbana, a conquistare la Serie B dopo sette anni. Da ricordare la trasferta di Pagani, nell'ultima giornata, dove il Pisa fu seguìto da oltre 2 000 tifosi e si impose per 1-0. Anche nella stagione successiva, 1979-80 in Serie B, i tecnici furono tre: iniziò il confermato Meciani, sostituito poi da Sergio Carpanesi e da Beppe Chiappella che portò la squadra al 14º posto, con salvezza raggiunta solamente all'ultima giornata grazie all'1-0 sulla Sambenedettese con gol di Aldo Cantarutti.
Dopo il settimo posto della stagione 1980-81, in quella successiva fu ingaggiato il giovane allenatore Aldo Agroppi: nonostante lo scetticismo degli addetti ai lavori l'obiettivo dichiarato era la promozione nella massima serie. Le vittorie nelle trasferte di Perugia, Reggio Emilia e Pescara dimostrarono che Anconetani aveva visto giusto sicché il 13 giugno 1982, dopo tredici anni di attesa, la squadra riconquistò la Serie A.

La squadra del 1985-1986, retrocessa in Serie B ma vincitrice del primo trofeo internazionale nella storia del Pisa, la Coppa Mitropa.

La focosa personalità di Romeo Anconetani divenne in questi anni famosa in tutta Italia, e con essa anche la favola del Pisa, che dal 1982 al 1991 disputò 6 campionati di Serie A alternati a 3 promozioni dalla Serie B. Il miglior piazzamento in Serie A rimane l'11º posto della stagione 1982-83 con Luís Vinício sulla panchina dei nerazzurri: 27 punti frutto di 8 vittorie, 11 pareggi e 11 sconfitte, 27 gol fatti e altrettanti subiti. L'exploit non ebbe seguito nella stagione successiva. Nella storica e decisiva trasferta contro il Milan, nella quale raggiunsero lo stadio di San Siro ben oltre 10 000 tifosi pisani con 5 treni speciali e 30 pullman, i rossoneri si imposero per 2-1 con reti di Antonio Criscimanni, Oscar Damiani e Luther Loide Blissett (quest'ultimo autore giusto al Pisa dei suoi unici due gol stagionali e per questo ribattezzato il quinto moro) e per il Pisa fu di nuovo Serie B.
Anconetani non si perse d'animo e creò immediatamente un buon gruppo che, sotto la regia di Gigi Simoni, vinse il campionato cadetto del 1984-85 insieme al Lecce. Seguì un solo anno di Serie A (1985-86): il Pisa, allenato da Vincenzo Guerini, sembrava essere ormai salvo ma nel finale di stagione i nerazzurri ebbero un inspiegabile calo che portò la squadra al 14º posto (decisive le ultime 3 sconfitte consecutive con Roma, Verona e Fiorentina), quindi nuovamente in Serie B. Ma nella stessa stagione il Pisa conquistò la sua prima Coppa Mitropa: nel novembre del 1985, all'Arena Garibaldi i nerazzurri sconfissero gli ungheresi del Debreceni VSC per 2-0, con reti di Wim Kieft e Stefano Colantuono, dopo aver superato nella partita di qualificazione i cechi dell'Olomouc per 1-0 (rete di Klaus Berggreen).

Il presidentissimo Romeo Anconetani e Claudio Sclosa, nel 1988, con la seconda Mitropa Cup dei toscani.

Nella stagione 1986-87 la squadra fu di nuovo affidata a Simoni, un idolo della tifoseria, che dopo un campionato avvincente compì il miracolo in una giornata che entrò nella storia della società: la trasferta di Cremona. Ai nerazzurri serviva la vittoria, necessaria per scavalcare i grigiorossi in classifica e conquistare così la promozione. La squadra fu seguita da 5 000 tifosi, che la spinsero a un clamoroso successo per 2-1 grazie anche a una grande prova di Lamberto Piovanelli che siglò il raddoppio dopo il gol iniziale di Claudio Sclosa su rigore.
Il successivo campionato di Serie A (1987-88) si concluse con una bella salvezza conquistata dal gruppo che era stato affidato al tecnico Giuseppe Materazzi. La squadra si classificò al 13º posto grazie anche alla vittoria per 2-0 sul Torino nell'ultima giornata, con una doppietta del difensore Mario Faccenda. Quella stagione sarà anche ricordata per il gol che Carlos Dunga (capitano del Brasile ai Mondiali di Francia '98) segnò da centrocampo nella porta di Walter Zenga nella partita Pisa-Inter vinta per 2 a 1. Fu inoltre conquistata di nuovo la Coppa Mitropa: il 30 maggio 1988 all'Arena Garibaldi, ancora una volta una squadra ungherese, il Váci Izzó uscì sconfitta nella finale finita 3 a 0, regalando così il secondo trofeo internazionale alla bacheca nerazzurra.
Nella stagione 1988-89 la squadra non riuscì a ripetersi, raggiungendo la semifinale di Coppa Italia (miglior risultato della storia nerazzurra in Coppa, semifinale persa con il Napoli) ma disputando una stagione deludente. Il Pisa però riconquistò subito la Serie A, anche se il campionato successivo (1990-91) fu l'ultimo torneo disputato nella massima serie dalla formazione pisana. Alla guida della squadra fu chiamato il tecnico rumeno Mircea Lucescu. Dopo un buon avvio (alla seconda giornata condivide il primo posto con Inter e Milan) la squadra precipita in classifica; non bastarono ai nerazzurri la vena realizzativa della coppia-gol formata da Michele Padovano e Lamberto Piovanelli (19 reti realizzate delle 34 totali) e la sostituzione di Lucescu con Luca Giannini, ad evitare la retrocessione. In squadra fanno il loro esordio nel calcio italiano Diego Pablo Simeone e José Chamot.

Il Pisa della stagione 1989-1990, che conquistò quella che rimane l'ultima promozione in massima serie dei nerazzurri.

I toscani disputarono due campionati in Serie B dai risultati deludenti, nonostante la presenza nelle loro file di elementi come Christian Vieri, Marco Ferrante, Lorenzo Scarafoni e Roberto Muzzi. Nel terzo campionato cadetto, stagione 1993-94, la sconfitta nello spareggio salvezza contro l'Acireale (ai tiri di rigore) determinò di fatto la fine del Pisa Sporting Club: i nerazzurri, retrocessi, si ritrovarono di colpo in grosse difficoltà economiche e, nonostante, la costruzione di una nuova formazione, Romeo Anconetani non riuscì a far fronte al deficit finanziario, sicché nell'agosto del 1994 la storica società non fu ammessa al campionato-

### Caduta in Eccellenza e ritorno in Serie C1 (1994-1999)
Alcuni personaggi locali iscrissero in fretta e furia una nuova società, l'A.C. Pisa, al campionato regionale di Eccellenza. La nuova squadra fu approntata in breve tempo e non fu in grado di lottare per la promozione, concludendo all'8º posto, fra mille difficoltà di carattere burocratico e finanziario.
Una nuova pagina dello sport cittadino si aprì quando il gruppo composto da Roberto Posarelli, Enrico Gerbi e Bruno Meliani fondò il Pisa Calcio 1995 che, per le garanzie offerte dalla società, fu ripescato nell'agosto del 1995 al Campionato Nazionale Dilettanti. All'allenatore Luciano Filippi fu affidato un gruppo che annoverava anche due giocatori molto esperti quali Gianluca Signorini e Davide Lucarelli. Il Pisa approdò alla Serie C2 con la vittoria finale contro il Viareggio per 2-0 davanti a oltre 10 000 tifosi.
Pisa, 27 aprile 2000
Pisa-Avellino 3-0 (1-0, 3-0)
Pisa:Passoni, Deoma, Rossi, Niccolini , Moro, Andreotti, Quaranta (60' Greco), Femiano , Serra, Grego (67' Ferrari), Varricchio (53' Savoldi). All. D'Arrigo.
Reti: Andreotti  21’ Savoldi  86’ Ferrari  90’
Note: 7 000 spett.
Dopo tre stagioni di serie C2 i nerazzurri tornarono in Serie C1: sotto la guida di Francesco D'Arrigo, la squadra concluse infatti il campionato di Serie C2 1998-1999 in testa con 9 punti di vantaggio sulla seconda classificata (anche se durante la stagione il vantaggio era arrivato a un massimo-record di ben 18 punti).

### Consolidamento e ritorno in Serie B (1999-2007)
La stagione successiva (1999-2000) poteva essere quella del "grande slam", ma la gioia per la conquista della Coppa Italia Serie C passò in secondo piano dopo la sconfitta ai play-off in semifinale per opera del Brescello. Gli emiliani si dimostrarono più cinici e il gol-vittoria di Massimiliano Vieri all'ultimo minuto della gara di ritorno eliminò i nerazzurri (1-1 all'andata in Emilia) che abbandonarono il sogno della Serie B. Il nuovo millennio segna la fine dell'era Posarelli-Gerbi. Dopo due campionati abbastanza anonimi conclusi entrambi all'11º posto, il 14 maggio 2002 il Pisa passa di mano e viene acquistato da Maurizio Mian, il quale si è alternato alla presidenza con la madre Maria Gabriella Gentili fino al 2005. Nonostante un grande dispendio economico, i nerazzurri non sono riusciti a salire di categoria, neanche nella stagione 2002-03: la squadra, allenata da Giovanni Simonelli, nonostante il massiccio esodo di tifosi (oltre 10 000) ha perso la Serie B ai supplementari della finale di ritorno dei play-off nella trasferta di Bergamo contro l'AlbinoLeffe.
Le due stagioni successive (2003-04 e 2004-05) non hanno regalato ai pisani le emozioni sperate e anche la famiglia Gentili-Mian ha deciso di cedere la mano. Il 1º luglio 2005 è ufficialmente avvenuto il passaggio al nuovo proprietario Leonardo Covarelli, imprenditore immobiliare perugino, il quale, affidandosi a uomini di calcio come Giuseppe Accardi e Roberto Onorati, ricostruisce sostanzialmente da zero la squadra, puntando su giovani emergenti di categoria inferiore e su Manuele Domenicali, allenatore che aveva vinto il precedente campionato di Serie C2 con il Gela. I risultati sono disastrosi subito: Accardi e Onorati vengono allontanati dopo poche giornate, così come verranno allontanati ben tre allenatori e alcuni medici sportivi della squadra. Il Pisa concluderà il campionato al 15º posto e riuscirà a mantenere la categoria solo dopo i Play-out e grazie a un gol di Eddy Baggio al 98º della finale di ritorno, in casa contro la Massese.
Pisa, 17 giugno 2007
Pisa-Monza 2-0 d.t.s (1-0, 1-0, 1-0, 2-0)
Pisa:Morello, Calori, Bolzan, Raimondi, Passiglia (64' Braiati), Zattarin, D'Anna (114' Buzzegoli), Ferrigno (cap.) , Biancone, De Simone, Ceravolo (63' Ciotola) . All. Braglia.
Reti: Ceravolo  40’ Ciotola  119’
Note: 20 000 spett. circa
All'inizio della successiva stagione, 2006-07, la società si affida a un allenatore esperto come Piero Braglia e a giocatori esperti di categoria. Il portiere Christian Puggioni (venduto alla Reggina a gennaio) rimane imbattuto per 594 minuti in campionato, e durante l'intero girone d'andata subisce soltanto 5 gol, stabilendo un record stagionale a livello europeo. Dopo un campionato combattuto, il Pisa conclude la stagione regolare al terzo posto, dietro a Grosseto e Sassuolo. In semifinale play-off i pisani affrontano il Venezia, pareggiando 1-1 nella gara di andata in casa dei lagunari. Nella gara di ritorno, il Pisa supera la squadra veneta per 3-1 e guadagna la finale contro il Monza, vittorioso sul Sassuolo. La domenica successiva il Pisa è impegnato nella difficile trasferta di Monza, che si conclude con una sconfitta per 1-0. La partita di ritorno (giocatasi domenica 17 giugno 2007, giorno di San Ranieri, patrono della città), finisce 1-0 ai tempi regolamentari, costringendo le squadre ai supplementari, che terminano 2-0 per il Pisa il quale torna così in B dopo tredici anni di assenza.

### Il biennio in B e l'esclusione dal professionismo (2007-2009)
Per la stagione 2007-08 in cadetteria la squadra ingaggia l'allenatore Gian Piero Ventura. Il 2007 si chiude con il Pisa a 38 punti, anche grazie all'ottima forma di José Ignacio Castillo e Alessio Cerci, secondo in classifica nel girone di andata di Serie B insieme al Lecce, alla spalle del Bologna capolista con 39 punti, e con l'ingresso in società dell'imprenditore Andrea Bulgarella, che rilevava il 50,2% del pacchetto azionario del club per ricederla pochi mesi dopo allo stesso Covarelli da cui l'aveva acquistata. Domenica 25 maggio 2008 (con una giornata d'anticipo) il Pisa raggiunge la certezza aritmetica di disputare i Play-off per la promozione in Serie A. I nerazzurri, piazzatisi al sesto posto, affrontano in semifinale il Lecce, terzo classificato. Nella gara di andata il Pisa, allo Stadio Anconetani, esce sconfitto per 1-0 perdendo anche nel ritorno (per 2-1). Il Pisa resta, dunque, in Serie B. Il 18 giugno 2008, esattamente un anno dopo la storica promozione in Serie B ed esattamente dopo tre anni dal suo insediamento alla presidenza della società toscana il presidente Leonardo Covarelli acquista il Perugia (squadra della sua città di origine), e nemmeno un mese dopo, esattamente il 10 luglio, cede il pacchetto azionario della società nerazzurra all'imprenditore romano Luca Pomponi. La stagione calcistica 2008-09 sarà il 32º campionato di Serie B nella storia del Pisa, nonché quella del centenario. Grazie al buon lavoro e all'entusiasmo del neo-presidente vengono sottoscritti 7 505 abbonamenti battendo il record dell'anno precedente.
La stagione 2008-2009 è l'anno del centenario. Viene confermato sulla panchina pisana Gian Piero Ventura e la squadra parte con l'obiettivo play-off. L'inizio di campionato è, però, deludente, tanto che la squadra perde le prime due partite subendo cinque gol e segnandone soltanto due. Il prosieguo di stagione è altrettanto problematico, la squadra non riesce mai a entrare in zona play-off tranne che nella giornata in cui sconfigge l'Empoli per 3-0, piazzandosi momentaneamente al quarto posto. Anche se durante il campionato ottiene vittorie importanti contro il Parma per 2-1, nel derby con il Livorno 2-1 o con l'Empoli per 2-0, Ventura è esonerato a seguito di cattivi risultati consecutivi e al suo posto è chiamato Bruno Giordano. La squadra non si riprende, anzi è in caduta libera e dopo la sconfitta interna per 1-3 contro il Piacenza, precipita al quart'ultimo posto a due giornate dalla fine. I tifosi rimpiangono Ventura e contestano fortemente i giocatori, rei di guidare la società pisana verso il baratro. All'ultima giornata il Pisa in superiorità numerica per buona parte del match perde, all'ultimo minuto dei tempi di recupero, in casa per 1-0 contro il Brescia e chiude al ventesimo posto, che anche in virtù dei risultati sfavorevoli dagli altri campi, costa ai nerazzurri la retrocessione diretta in Lega Pro.

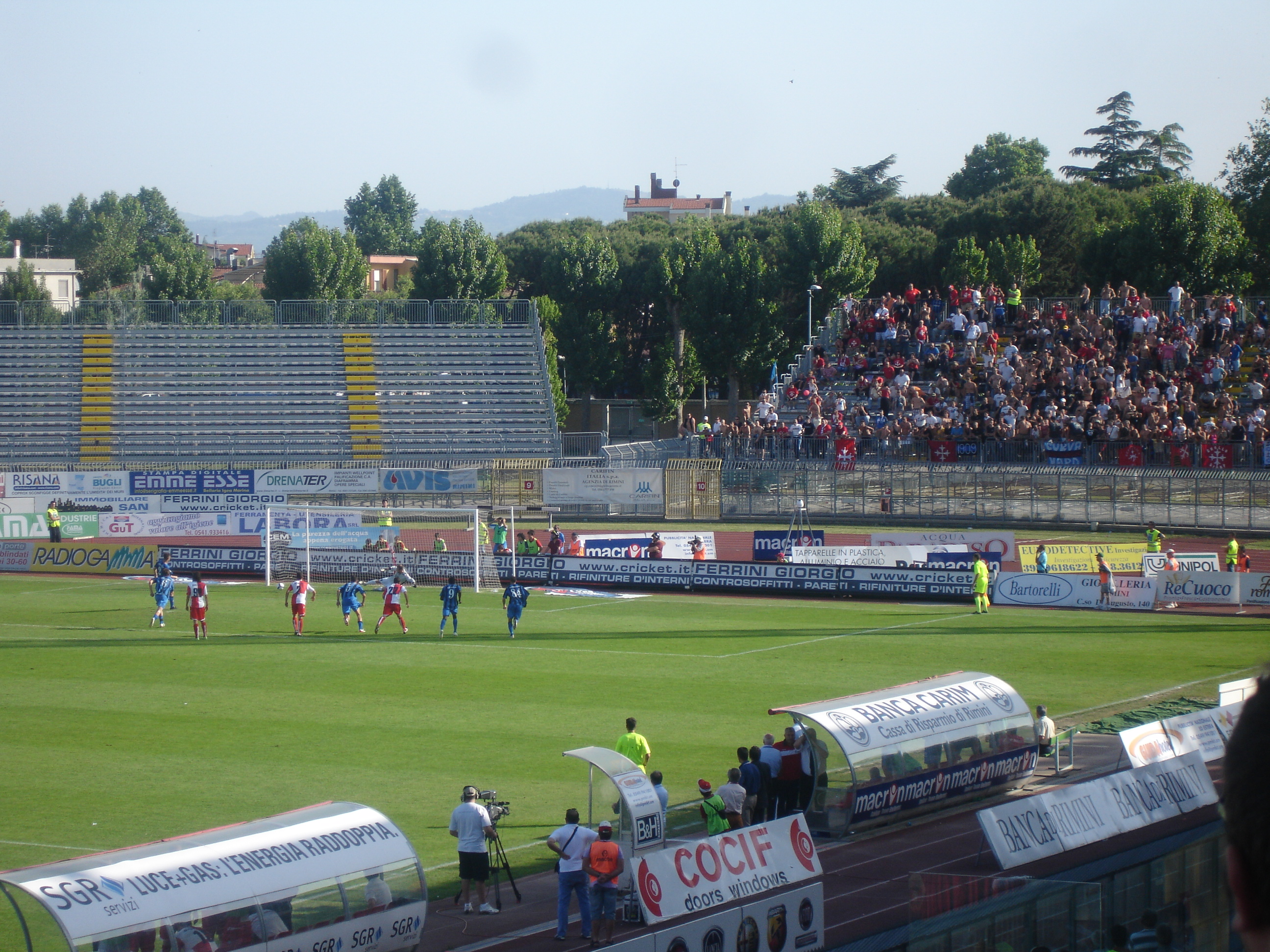
Azione di gioco durante la partita col nel campionato di Serie B 2008-2009: rigore di Gaël Genevier.

Dopo pochi giorni da questo epilogo il presidente Luca Pomponi annuncia di non ritenersi in grado di affrontare il prossimo campionato, mettendo a forte rischio addirittura l'iscrizione allo stesso e facendo tornare nei tifosi l'incubo del fallimento del 1994. Il Pisa Calcio è posto ufficialmente in vendita, totalmente o anche per quote, con il sindaco della città disposto a fare da tramite. Entro il 30 giugno 2009 occorreranno per l'iscrizione al campionato 2009/2010 circa 2 750 000,00 euro mentre il presidente può disporre di circa 1 100 000,00. È corsa contro il tempo e viene aperta la campagna abbonamenti (con garanzia di rimborso in caso di fallimento) per cercare in 5 giorni di introitare circa 1 000 000,00 di euro che abbinati a sperati proventi di cessione giocatori potrebbero essere risolutivi. Intanto dalle pagine del quotidiano Il Tirreno si apprende di un consiglio comunale straordinario (su richiesta dell'opposizione) nel quale verrà discusso il coinvolgimento di realtà imprenditoriali locali (la Piaggio di Colaninno per esempio) nella seguitissima operazione di salvataggio della società calcistica toscana. Il tempo passa senza novità di rilievo e le scadenze per evitare il fallimento si avvicinano sempre di più.
Il 15 giugno 2009 Luca Pomponi, in assenza di compratori, apre ufficialmente una sottoscrizione popolare per donazioni a fondo perduto e/o abbonamenti nel tentativo di ricevere una forte spinta economica per poter garantire l'iscrizione della società al prossimo campionato. Il garante pisano dell'operazione avv. Andrea Bottone ha assunto l'impegno pubblico alla restituzione di tutti i soldi ricevuti nel caso in cui il tentativo di iscrizione fallisca. Il 9 luglio la Covisoc esclude il Pisa dal campionato di Lega Pro Prima Divisione per una carenza patrimoniale di 5 milioni e trecentoventinovemila euro e in più 12,4 milioni di debito del bilancio con 3 milioni di crediti. La società ha tempo fino all'11 luglio per presentare il ricorso altrimenti la Covisoc decreterà la seconda bocciatura il 14 luglio ma l'11 luglio si conclude con un nulla di fatto. Il Pisa Calcio, a soli quindici anni dalla sua nascita (avvenuta dalle ceneri del Pisa Sporting Club nel 1994), viene escluso dai campionati per gravi inadempienze finanziarie e gravissime carenze patrimoniali. I suoi giocatori vengono successivamente svincolati d'ufficio. Il 23 luglio il sindaco di Pisa Marco Filippeschi costituisce in comune una nuova società sportiva, chiamata Associazione Calcio Pisa 1909, con l'obiettivo di iscriverla al campionato di Serie D. Il sindaco ha contestualmente avviato contatti con i soggetti imprenditoriali, appartenenti al territorio della provincia e non, che hanno manifestato l'intenzione di acquisire la società.

### Il ritorno nel professionismo (2009-2016)
Il 7 agosto 2009 la neonata società viene ceduta dall'amministrazione comunale pisana al gruppo Battini-Aringhieri-Camilli. A Carlo Battini (che sarà presidente e amministratore unico) va il 35%, a sua figlia Carla Battini il 9%, a Umberto Aringhieri (che ricopre anche il ruolo di direttore generale) il 35%, e al presidente del Grosseto, Piero Camilli, il 20%. L'1% lo ha comprato l'avvocato Andrea Bottone in qualità di garante della tifoseria e lo "venderà" a un comitato che sarà creato ad hoc. L'11 agosto il Pisa viene iscritto nel girone D della Serie D 2009-2010, allestendo una squadra, sulla carta, molto competitiva. Gli abbonamenti sottoscritti dalla tifoseria locale supereranno le 3 000 unità. Vengono ingaggiati, tra gli altri, Lucas Maximilian Cantoro, Vitaliano Bonuccelli, Gianluca Porro, Alberto Francesconi, Marco Carparelli e Manuele Guzzo. Il 17 settembre l'assetto societario si evolve: con l'ingresso dell'avvocato Enrico Valentini al quale va il 39%, esce di scena Carla Battini e si riducono al 20% sia la quota del presidente Carlo Battini che la quota del dg Umberto Aringhieri. Invariate le quote di Piero Camilli (20%) e Andrea Bottone (1%). Nella prima assemblea dei soci del 30 settembre, Carlo Battini è confermato presidente, Umberto Aringhieri viene nominato vice presidente, Enrico Valentini e Andrea Bottone vengono nominati consiglieri unitamente ai nuovi arrivati Roberto Cerboni e Fabrizio Berna. Viene inoltre nominato l'amministratore delegato nella figura di Angelo Palmas il quale ricoprirà anche la carica di nuovo direttore generale,
Sul piano sportivo, nonostante abbia iniziato la preparazione in ritardo rispetto alle altre squadre, il Pisa parte bene e nelle prime 8 giornate ottiene 6 vittorie e 2 pareggi che lo conducono alla vetta solitaria del girone D della Serie D. Nelle tre partite successive però qualcosa si rompe e arrivano la sconfitta interna con il Russi, un pareggio esterno 3-3 e un nuovo KO sul campo del Carpi che fa scendere la squadra al quarto posto; quindi la sera del 1º novembre 2009, la dirigenza decide di esonerare mister Paolo Indiani e di sostituirlo con Stefano Cuoghi; già il 22 novembre seguente il Pisa torna da solo in vetta al girone e poi chiude in testa il girone d'andata. L'inizio del girone di ritorno è promettente e, anche grazie alla vittoria a tavolino per 0-3 contro il Riccione nella quale la squadra locale ha schierato un giocatore squalificato, la squadra inizia a tenere un discreto vantaggio sulle dirette inseguitrici. Il 18 aprile 2010 la squadra conquista con largo anticipo la promozione in Lega Pro Seconda Divisione, segnando il rientro della città nel calcio professionistico dopo 9 mesi.
Il 4 agosto il Pisa viene ripescato, dopo aver presentato la domanda con versamento di A/C di 400 000 euro e fideiussioni di 800 000 euro, in Lega Pro Prima Divisione insieme a Gela, Nocerina, Bassano, Paganese, Pavia, Siracusa e Barletta. Le otto società ripescate prendono il posto di sette società fallite di Lega Pro Prima Divisione e della Triestina ripescata in Serie B a causa della mancata iscrizione dell'Ancona. Il 29 novembre seguente, dopo che la squadra si era trovata al penultimo posto in classifica, la società ha deciso di esonerare mister Stefano Cuoghi per sostituirlo con Leonardo Semplici. Ma la guida del tecnico toscano non sortisce gli effetti sperati e il 21 febbraio 2011 il club lo esonera, chiamando al suo posto Dino Pagliari. La squadra si classificherà al decimo posto in classifica.
Il 15 giugno 2011 Piero Camilli dichiara in un primo momento di voler cedere le sue quote e di non volersi interessare più del Pisa, il 30 giugno successivo fa dietrofront e chiede espressamente a Carlo Battini di cedergli le sue quote. Il 9 luglio la CO.VI.SOC. iscrive regolarmente la squadra al campionato di Lega Pro Prima Divisione per la stagione 2011-2012. Nel corso del campionato Battini rileva tutte le quote di Camilli ritrovandosi così come socio di maggioranza della società. A livello sportivo il Pisa nonostante abbia in rosa diversi giovani a dicembre si trova a ridosso della zona play-off, a gennaio però la squadra incappa in varie sconfitte e scende nella seconda metà della classifica. Il 14 febbraio 2012 viene esonerato mister Pagliari e chiamato al suo posto Alessandro Pane che otterrà il settimo posto finale, e porterà la squadra in finale di Coppa Italia Lega Pro dove viene sconfitta dallo Spezia.
Nel corso della stagione 2012-2013 la squadra parte forte e conquista la vetta solitaria all'undicesima e dodicesima giornata del girone di andata. Un progressivo calo di prestazioni e di sconfitte causano l'esonero dell'allenatore Alessandro Pane al quale subentra in panchina il mister Dino Pagliari. Grazie a lui il Pisa torna a scalare la classifica: la squadra vince sei partite di fila e si classifica al 5º posto, posizione che gli consente di accedere ai play-off già con una giornata di anticipo. Nei play-off il Pisa elimina il Perugia in semifinale grazie al 2-1 casalingo e al 2-2 in trasferta; la finale, contro il Latina, classificato terzo al termine del campionato, vede sconfitta la compagine pisana a fronte del risultato di pareggio per 0-0 in casa e del successivo 1-3 ai supplementari subìto in trasferta.
Nella stagione successiva il Pisa è inserito nel girone B e l'obiettivo sono i play-off. La squadra parte forte e inizia il campionato in vetta alla classifica conseguendo anche risultati importanti come la vittoria a Perugia (che alla fine vincerà il campionato). Anche questa volta dopo un avvio brillante segue un calo di prestazioni e di risultati: è il mister Dino Pagliari a farne le spese. Il Pisa conclude la sua stagione regolare al sesto posto e raggiunge così i play-off. La prima partita è con L'Aquila (classificata quinta): il Pisa sbanca il Tommaso Fattori vincendo per 1-0 e accede alle semifinali. Nel turno successivo però incontra il Frosinone (classificatosi secondo) che eliminerà i nerazzurri grazie allo 0-0 a Pisa e alla vittoria per 2-1 a Frosinone.
Nel 2014-15 il Pisa presenta domanda di ripescaggio in Serie B a seguito del fallimento del Siena, ma il 29 agosto 2014 gli viene preferito il Vicenza. A pesare sulla decisione della FIGC sono le condizioni dell'Arena Garibaldi, con il mancato adeguamento dell'impianto d'illuminazione, e una documentazione incompleta.
La squadra nerazzurra riparte dal nuovo campionato di Lega Pro. Dopo un avvio balbettante che comunque lascia la formazione di Braglia in corsa per il primo posto, Il 5 dicembre il direttore sportivo Pino Vitale si dimette per incomprensioni con il presidente Battini; al suo posto subentra Pietro Tomei. Il 16 marzo 2015, all'indomani della sconfitta interna contro L'Aquila, Piero Braglia viene esonerato insieme al suo vice Marco Piccioni e al preparatore dei portieri Mauro Isetto. Al loro posto viene chiamato Giuseppe Pillon, con il fratello Albino Pillon come vice e Giuseppe Martino come preparatore dei portieri. Una settimana dopo, a seguito delle sconfitte con San Marino e Lucchese, Pillon rassegna le dimissioni e la società affida, il 25 marzo 2015, la conduzione tecnica a Christian Amoroso, ex giocatore e allenatore della Berretti.
La stagione 2015-2016 inizia con l'ingaggio, a giugno, di Giancarlo Favarin, che rimane in sella solo per soli due mesi. Nuovi problemi di carattere finanziario per il pareggio di bilancio e posizioni debitorie impongono al presidente Battini scelte impopolari e tagli di spesa che fanno insorgere i tifosi. Dopo una fase di caos societario in piena estate finalmente avviene il passaggio societario da Battini a Carrara Holding guidata da Fabrizio Lucchesi (già ex D.G. del Pisa). Il 20 agosto 2015 la nuova dirigenza affida così il ruolo di tecnico della prima squadra al campione del mondo Gennaro Gattuso. I toscani si piazzano secondi nel girone B della Lega Pro e accedono così ai play-off. Qui hanno ragione della Maceratese in gara secca all'Arena Garibaldi, poi eliminano nella doppia semifinale il Pordenone e guadagnano la promozione in Serie B sconfiggendo nella doppia finale il Foggia (4-2 in casa e pareggio per 1-1 allo Zaccheria). I pisani tornano in cadetteria dopo sette anni.

### Tra Serie C e Serie B
Nell'estate 2016 il Pisa si trova alle prese con una grave crisi societaria, dopo che il presidente Fabio Petroni viene condannato agli arresti domiciliari per un caso di bancarotta con la sua azienda Terravision. Nel frattempo la presidenza del Pisa passa al figlio di Fabio, Lorenzo Petroni; a causa delle varie difficoltà societarie il tecnico Gattuso si dimette e viene sostituito transitoriamente dall'allenatore della Primavera Gianluca Colonnello. In quel periodo si interessa all'acquisto del Pisa Victor Pablo Dana, il quale opera da facilitatore per conto del fondo internazionale Equitativa Real Estate Ltd di Abdul Wahab Al-Halabi, operante principalmente a Dubai. Alcune settimane più tardi salta nuovamente l'intesa per il passaggio di mano del club da Petroni al fondo internazionale e i giocatori saltano gli ultimi allenamenti per l'assenza dello staff tecnico. Il sindaco cerca di mediare per riaprire la trattativa in tempi brevi, ma alla prima giornata del campionato di B, Ternana-Pisa, i giocatori sono impossibilitati a raggiungere Terni e la Lega Calcio decide di rinviare la partita al 7 settembre, suscitando alcune polemiche.
La trattativa tra Fabio Petroni e Pablo Dana prosegue con il sindaco Filippeschi che opera come "mediatore". Intanto il calciomercato si chiude e il Pisa non subisce grandi cambiamenti, malgrado si temesse un "esodo" di giocatori neroazzurri, perdendo soltanto Santiago Colombatto, preso in prestito dal Cagliari un mese prima e approdato il 31 agosto al Trapani.
Dopo vari rilanci, dichiarazioni e comunicati il 31 agosto 2016 il sindaco Filippeschi, intervistato nella trasmissione Diario Nerazzurro su 50 Canale, annuncia che le parti sono molto vicine. Poco dopo sarà lo stesso Pablo Dana a confermare il buon esito della trattativa per via telefonica, sempre su 50 Canale. Alle dichiarazioni di Pablo Dana si aggiungono anche quelle di Gennaro Gattuso, che si disse lieto della conclusione della vicenda e pronto per tornare subito in panchina. Il 1º settembre successivo viene firmato il preliminare di compravendita da parte del fondo Sportativa (società nata come costola di Equitativa appositamente per rilevare società calcistiche) di Pablo Dana; a stretto giro Gennaro Gattuso torna in panchina.
Successivamente, la trattativa con Pablo Dana si interrompe nuovamente, e vista la situazione, con il campionato potenzialmente a rischio, interviene anche il presidente della Lega Serie B Andrea Abodi col compito di valutare le offerte di acquisto più solide. Il 22 dicembre viene formalizzato il passaggio di quote tra Carrara Holding srl e Magico srl di Giuseppe Corrado, già presidente della catena di multisala The Space Cinema.
In campionato, complici anche le suddette traversie, il Pisa si trova presto nelle retrovie: a fronte di un ottimo rendimento difensivo (36 gol subiti in 42 partite, che ne fanno la seconda miglior retroguardia del campionato di Serie B) i nerazzurri hanno difficoltà a segnare (l'attacco è il peggiore della cadetteria, con sole 23 reti all'attivo). L'8 maggio 2017 la sconfitta per 1-4 contro il Cittadella sancisce l'aritmetica retrocessione del Pisa in Serie C con due giornate di anticipo sulla fine della stagione regolare. 
La stagione 2017-2018 in Serie C termina al terzo posto con qualificazione ai play-off. Qui i pisani sono sconfitti in ambo le gare ed eliminati dalla Viterbese (1-0 a Viterbo e 2-3 all'Arena Garibaldi).

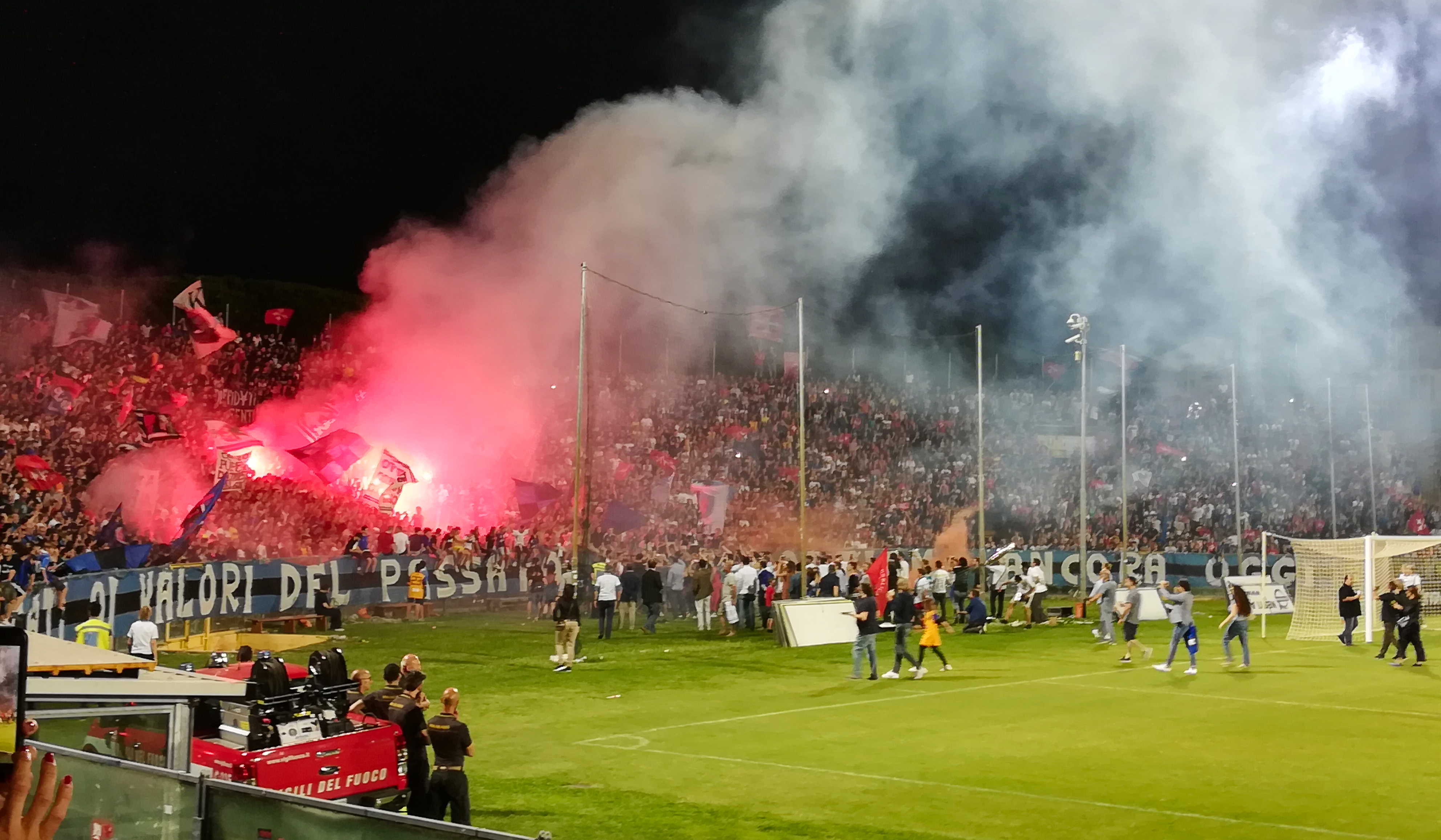
Festa per la promozione in Serie B al termine della stagione 2018-2019

Nella stagione 2018-2019 il Pisa parte in sordina e dopo la pausa natalizia si ritrova lontano dalle posizioni di vertice. L'anno nuovo sembra non modificare l'andamento della stagione e a gennaio, dopo la sconfitta con l'Arezzo e un paio di pareggi con Siena e Piacenza, la marcia del Pisa verso la serie B sembra compromessa. Ma da inizio febbraio, grazie ad alcune ottime manovre durante il calcio mercato tutto cambia. Il Pisa acquista Gamarra, Verna dal Cosenza, Minesso dal Padova, Pesenti dal Piacenza, Benedetti dall'Entella e il portiere Matteo Kucich dal Trapani cedendo Cuppone al Bisceglie e Cernigo alla Salernitana. Vengono prestati inoltre il portiere Daniele Cardelli al Cuneo, il centrocampista Daniele Zammarini al Pordenone, il difensore Ingrosso al Foggia e l'attaccante Claudio Maffei all'Olbia. In virtù di questi movimenti la squadra cambia marcia conquistando 12 vittorie e 3 pareggi in 15 partite e riuscendo così a classificarsi al terzo posto in campionato accedendo ai play-off. Dopo la vittoria con Carrarese e Arezzo il Pisa affronta la Triestina conquistando la vittoria e la promozione in Serie B. La nuova stagione 2019-2020 in Serie B vede i nerazzurri, guidati da mister D'Angelo, conquistare 14 vittorie e 12 pareggi (49 sono le reti fatte), terminando così il campionato a pari punti con Empoli e Frosinone, i quali tuttavia accedono ai play-off per la Serie A da settima e ottava, in virtù della migliore classifica avulsa, mentre il Pisa, nono, ne è estromesso.
La stagione 2020-2021 risente ancora molto della pandemia Covid-19, con gli stadi che restano, per quasi tutto il campionato, chiusi al pubblico. Inoltre, il campionato è costretto a fermarsi per diverse settimane, visti gli impegni delle varie nazionali al Campionato Europeo 2020. Questa pausa porta molti giocatori a perdere la migliore condizione fisica. Il Pisa, con la rosa praticamente invariata rispetto all'anno prima, risente molto di queste condizioni e, privato del proprio pubblico, disputa una stagione mediocre chiudendo al quattordicesimo posto la classifica di campionato.
La stagione successiva, 2021-2022, inizia con una rosa completamente rinnovata grazie all'arrivo di molti giocatori internazionali come l'israeliano Yonatan Cohen, il senegalese Assan Seck, il promettente tedesco Idrissa Touré, l'ungherese Ádám Nagy e i nostrani Lorenzo Lucca, Matteo Kucich e Ernesto Torregrossa. Il Pisa si impone fin da subito sulle squadre avversarie conquistando la testa della classifica e non lasciandola più per tutta la parte di andata del campionato: alla pausa invernale, la squadra è Campione d'inverno. La seconda parte di stagione resta sempre positiva anche se con qualche sconfitta e alla fine del campionato il Pisa si classifica in terza posizione entrando di diritto nei play-off per la promozione in Serie A. Dopo aver sconfitto il Benevento nella semifinale, il Pisa ha affrontato in finale il Monza, perdendo però sia la partita fuori casa e quella casalinga, condannando la società a rimanere in Serie B. 
Per il 2022-2023 la panchina viene affidata a Rolando Maran, che però sconta un pessimo avvio in campionato e viene esonerato in favore del rientrante D'Angelo, che raggiunge un'undicesimo posto. L'anno seguente, sotto la guida di Alberto Aquilani, arriva invece un tredicesimo posto: in entrambi i casi, i nerazzurri restano sempre piuttosto lontani dalla lotta per la Serie A.

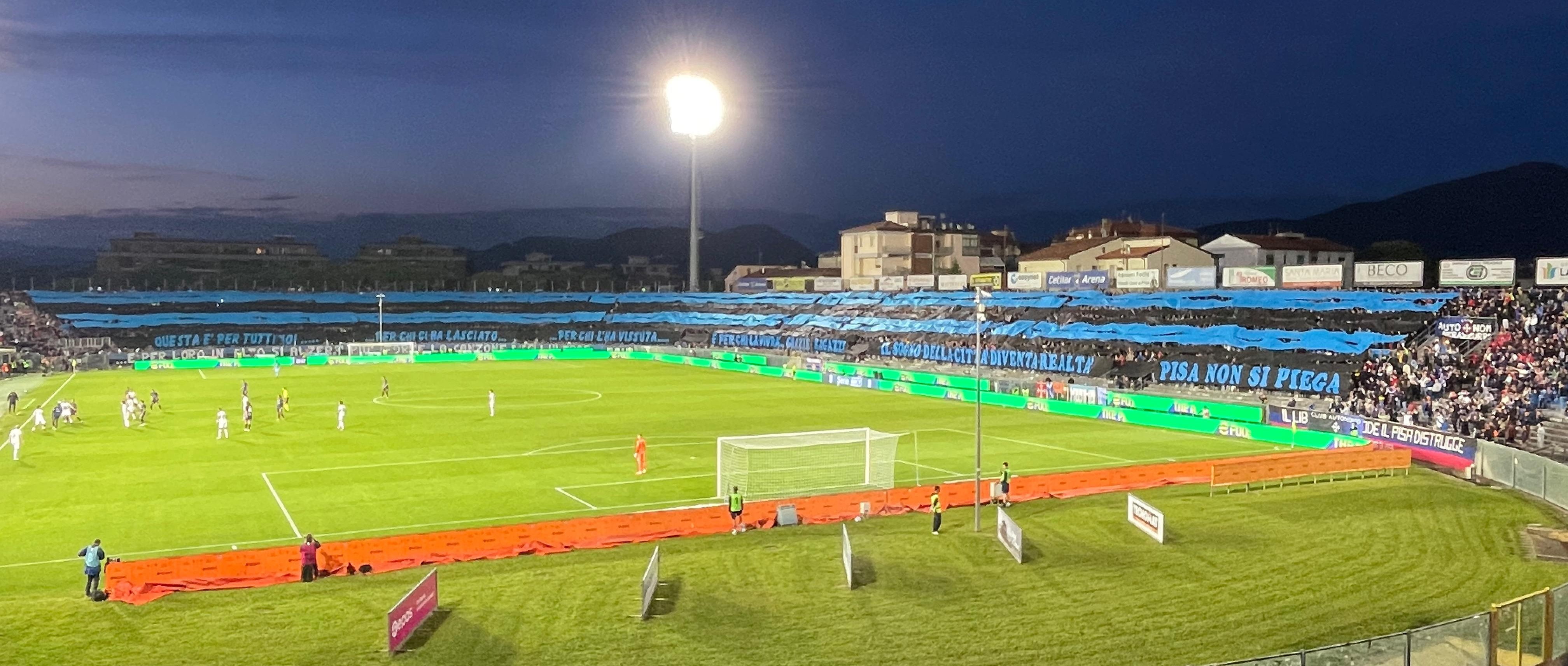
Coreografia all'Arena Garibaldi per il ritorno del Pisa in Serie A (9 maggio 2025)

L'obiettivo del ritorno in massima serie si concretizza nella stagione 2024-2025, che vede i nerazzurri, affidati a Filippo Inzaghi, ingaggiare un duello al vertice col Sassuolo; i neroverdi, giornata dopo giornata, riescono tuttavia a prendere il largo in testa alla classifica, mentre il Pisa si trova a tratti insidiato al secondo posto dallo Spezia, cui però non riesce la finalizzazione della rimonta: il 4 maggio 2025, pur perdendo contro il Bari, i nerazzurri beneficiano della contestuale sconfitta spezzina a Reggio Emilia, raggiungendo la matematica promozione in Serie A (dopo 34 anni d'assenza) con due giornate d'anticipo sulla fine della stagione regolare.